# Slang (singolo)
Slang è il primo singolo estratto dall'album omonimo del gruppo musicale britannico Def Leppard, nel 1996. Raggiunse la posizione numero 17 della Official Singles Chart nel Regno Unito.

## Video musicale
Il videoclip di Slang è stato diretto da Nigel Dick. Registrato presso gli Occidental Studios di Los Angeles, California nell'aprile del 1996, il video venne pubblicato nel maggio dello stesso anno.
Una versione "director's cut" del video è stata pubblicata nell'ottobre del 2004, inclusa nel DVD Best of the Videos.

## Tracce
1. Slang
2. Animal (Acustica)
3. Ziggy Stardust (Acustica)
4. Pour Some Sugar on Me (Acustica)

### Souvenir Pack
1. Slang
2. Can't Keep Away from the Flame
3. When Love & Hate Collide (Acustica)